# باب ابرلی
باب ابرلی (انگلیسی: Bob Eberly؛ ۲۴ ژوئیهٔ ۱۹۱۶ – ۱۷ نوامبر ۱۹۸۱) یک خواننده اهل ایالات متحده آمریکا بود.